# جامعة إبادان

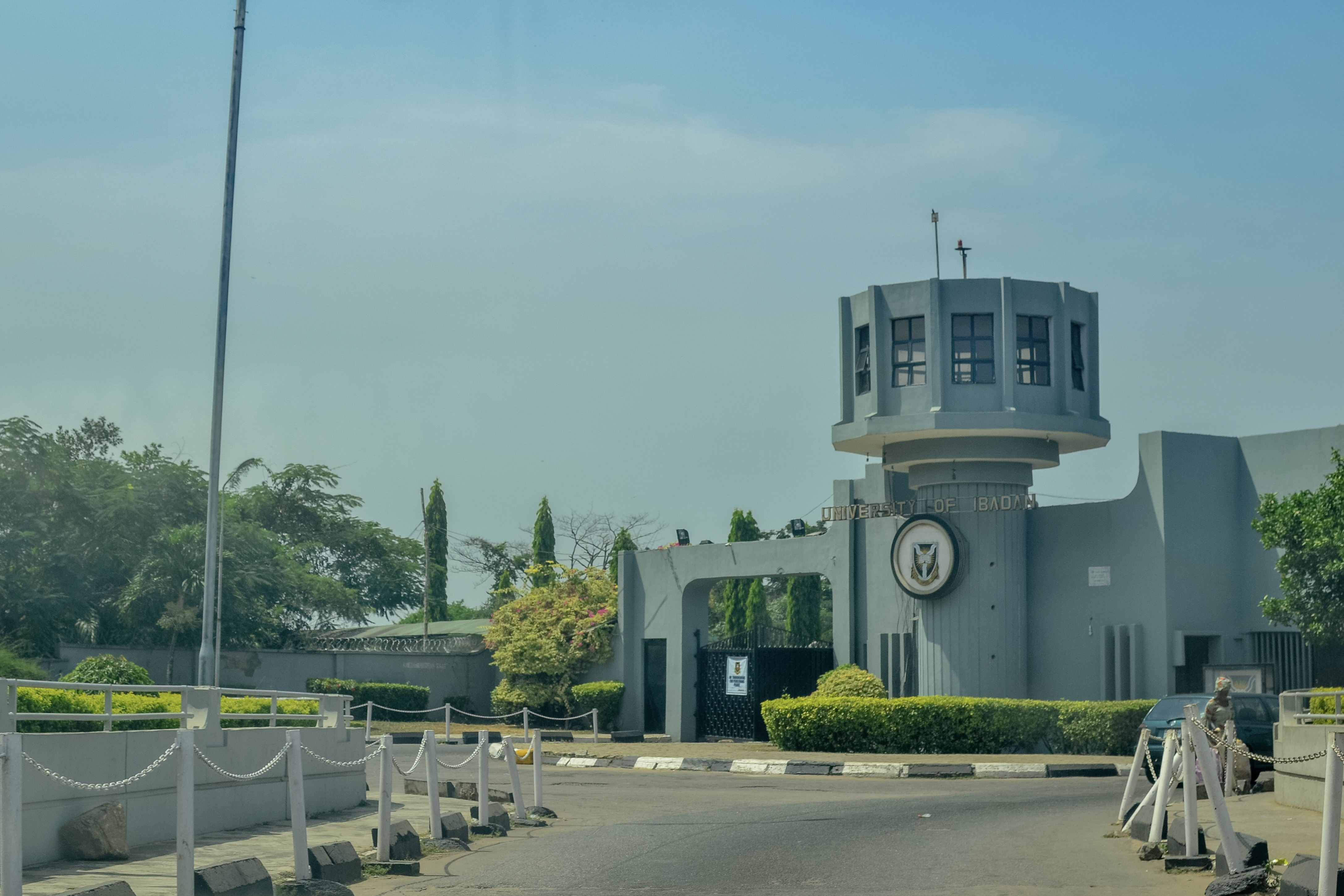
بوابة جامعة إبادان

جامعة إبادان ( University of Ibadan - UI) هي جامعة بحثية عامة في إبادان، نيجيريا. أسست الجامعة في عام 1948م باسم University College Ibadan، وهي واحدة من الكليات العديدة التابعة لجامعة لندن. أصبحت جامعة مستقلة في عام 1962م، وهي أقدم مؤسسة تمنح درجات علمية في نيجيريا. من خلال رابطة الخريجين، ساهمت جامعة إبادان في التنمية السياسية والصناعية والاقتصادية والثقافية لنيجيريا. لقد ساعد تاريخ وتأثير جامعة إبادان في جعلها واحدة من أعرق الجامعات في إفريقيا .  
تتكون جامعة إبادان من 92 قسمًا أكاديميًا في 17 كلية، وهي الآداب والعلوم والعلوم الطبية الأساسية والعلوم السريرية والزراعة والعلوم الاجتماعية والتعليم والطب البيطري والصيدلة والتكنولوجيا والقانون والصحة العامة وطب الأسنان، علوم الاقتصاد والإدارة، والموارد الطبيعية المتجددة، والتصميم البيئي والإدارة، والدراسات متعددة التخصصات. يوجد بالجامعة وحدات أكاديمية أخرى، من بينها: معهد صحة الطفل، معهد التربية، معهد الدراسات الأفريقية، مركز الأطفال والمراهقين والصحة العقلية، مركز ريادة الأعمال والابتكار (CEI)، معهد البحوث الطبية المتقدمة والتدريب ( IAMRAT)، معهد أمراض القلب والأوعية الدموية، مركز اكتشاف الأدوية وتطويرها وإنتاجها (CDDDP) ومركز السيطرة على الأمراض الحيوانية المنشأ والوقاية منها (CCPZ). ومؤخرًا، بدأ معهد الأمراض المعدية (IDI)، وكلية إدارة الأعمال (UISB) والمعهد الوطني لصحة الأم والطفل وحديثي الولادة (NIMCNH)، الذي تم إنشاؤه، العمل.

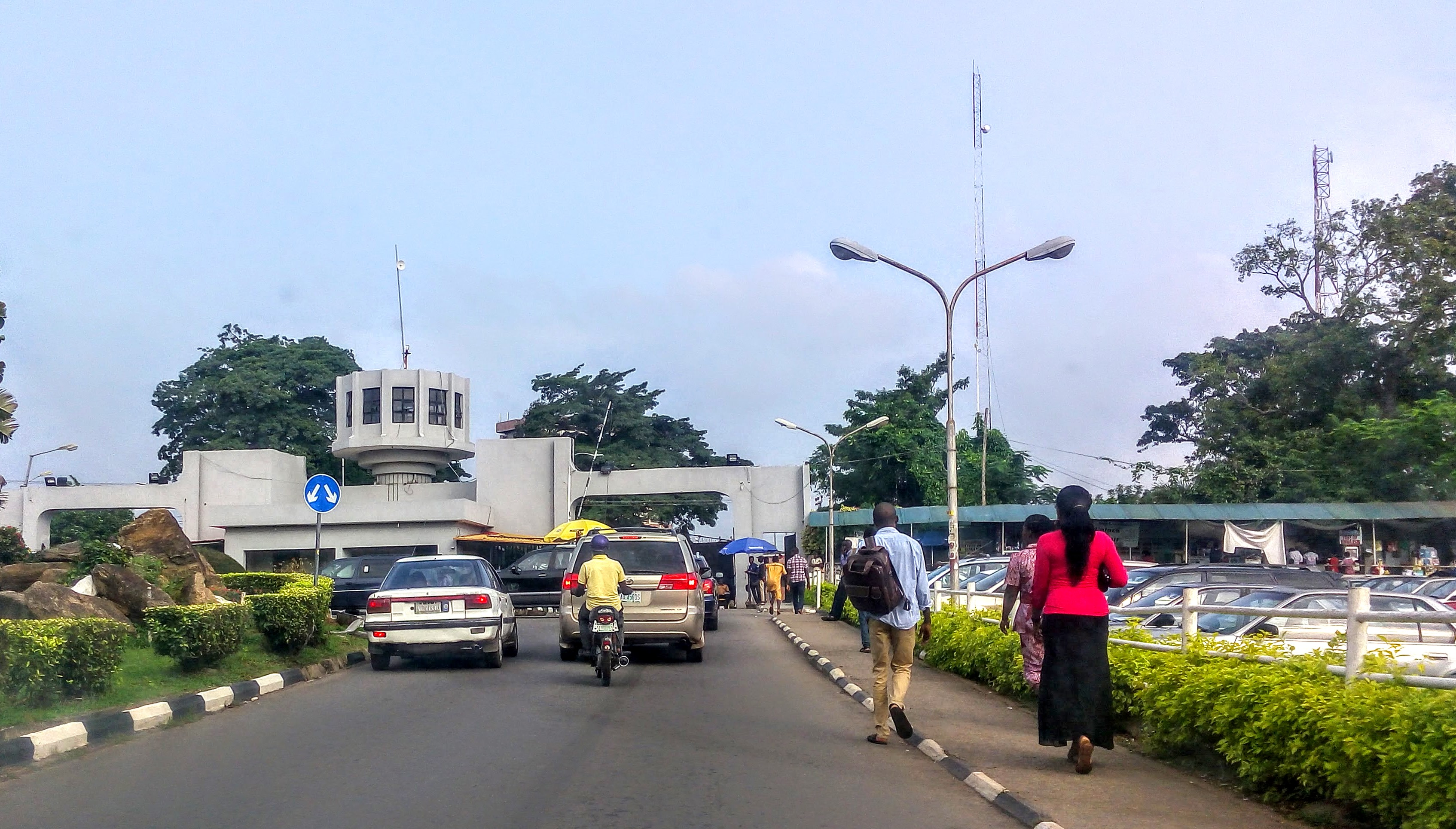
صورة تظهر بوابة جامعة إبادان

افتتاح قاعة السلطان بيلو من قبل الحاج السير أحمدو بيلو، كلية إبادان الجامعية، في الثاني من فبراير 1962 (كينيث دايك على اليسار، أحمدو بيلو إلى اليمين)

نشأت جامعة إبادان تحت جامعة لندن. وأسست عام 1948م باسم كلية إبادان الجامعية، ككلية تابعة لجامعة لندن، والتي أشرفت على برامجها الأكاديمية ومنحت درجات علمية حتى عام 1967م.   جاء التأسيس نتيجة لتوصية لجان أسكويث وإليوت للتعليم العالي في المستعمرات البريطانية آنذاك، والتي أوصت بإنشاء كليتين جامعيتين من جامعة لندن في غانا ونيجيريا.  قبل عام 1948م، تأسست كلية يابا في عام 1932م في يابا الواقعة بولاية لاغوس، كأول معهد تعليمي جامعي في نيجيريا، وركز بشكل أساسي على توفير التعليم المهني بعد الثانوي وتدريب المعلمين الأفارقة.

## الإدارة
الأعضاء الرئيسيون الحاليون لإدارة الجامعة هم: 
| مكتب                                                       | مالك                                       |
| ---------------------------------------------------------- | ------------------------------------------ |
| زائر                                                       | محمدو بوهاري                               |
| المستشار                                                   | السلطان سعد أبو بكر ، سلطان سوكوتو العشرين |
| المؤيد للمستشار ورئيس مجلس الإدارة                         | الزعيم جون أوديجي أويجون                   |
| نائب رئيس الجامعة                                          | الأستاذ Kayode Oyebode Adebowale           |
| نائب نائب رئيس الجامعة (الإدارة)                           | الأستاذ EO Ayoola                          |
| نائب نائب رئيس الجامعة (أكاديمي)                           | البروفيسور Aderonke M. Baiyeroju           |
| نائب مدير الجامعة (البحث والابتكار والشراكات الاستراتيجية) | البروفيسور Oluyemisi A. Bamgbose           |

## الكليات
- كلية الزراعة
- كلية الآداب
- العلوم الطبية الأساسية
- العلوم السريرية
- طب الأسنان
- التربية
- القانون
- الصيدلة
- الصحة العامة
- العلوم
- التقنية
- العلوم الاجتماعية
- الطب البيطري
- الموارد الطبيعية المتجددة
- التصميم البيئي والإدارة
- الاقتصاد

الحرم الجامعي
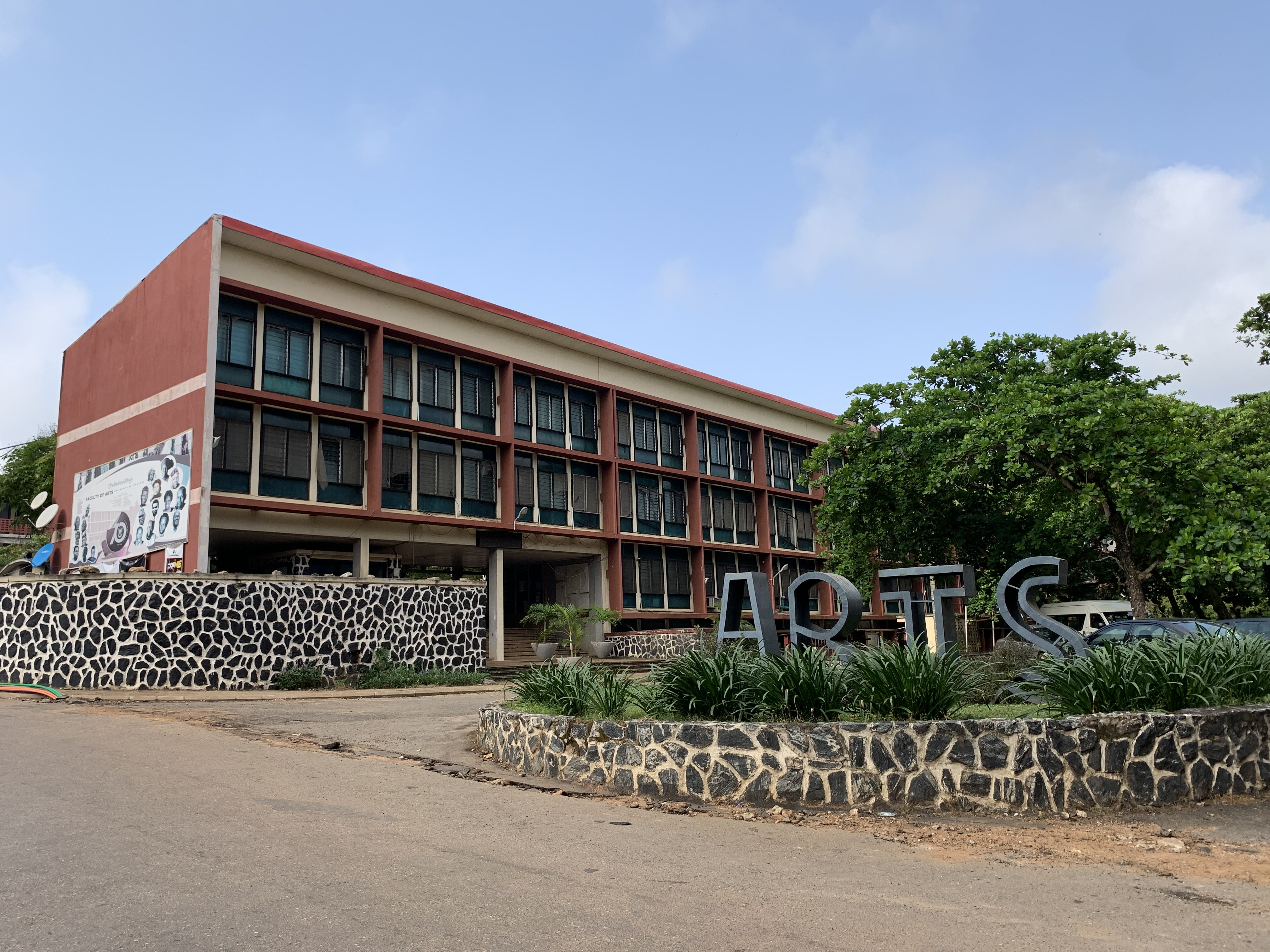
كلية الآداب جامعة إبادان
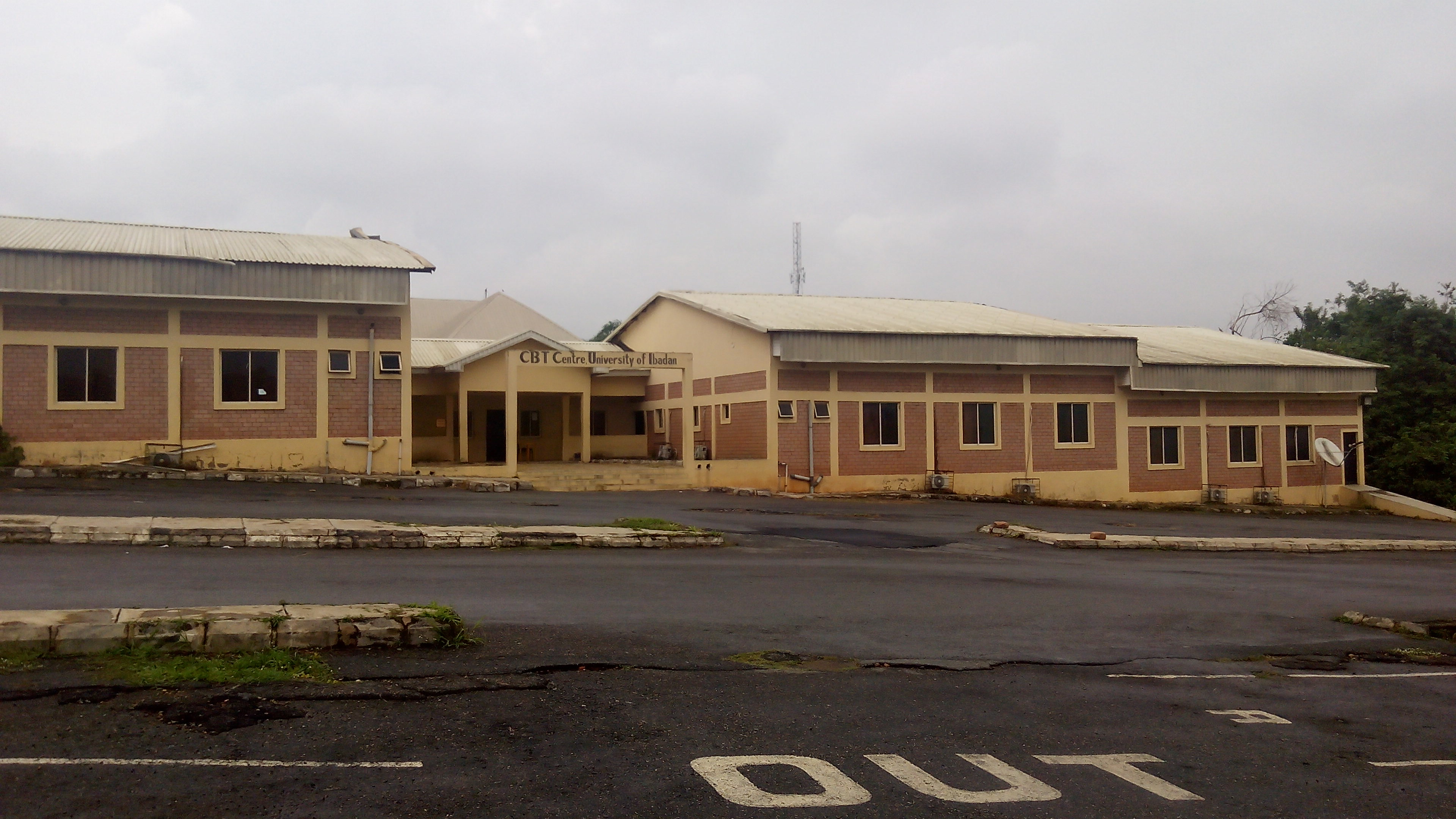
مركز CBT ، جامعة إبادان
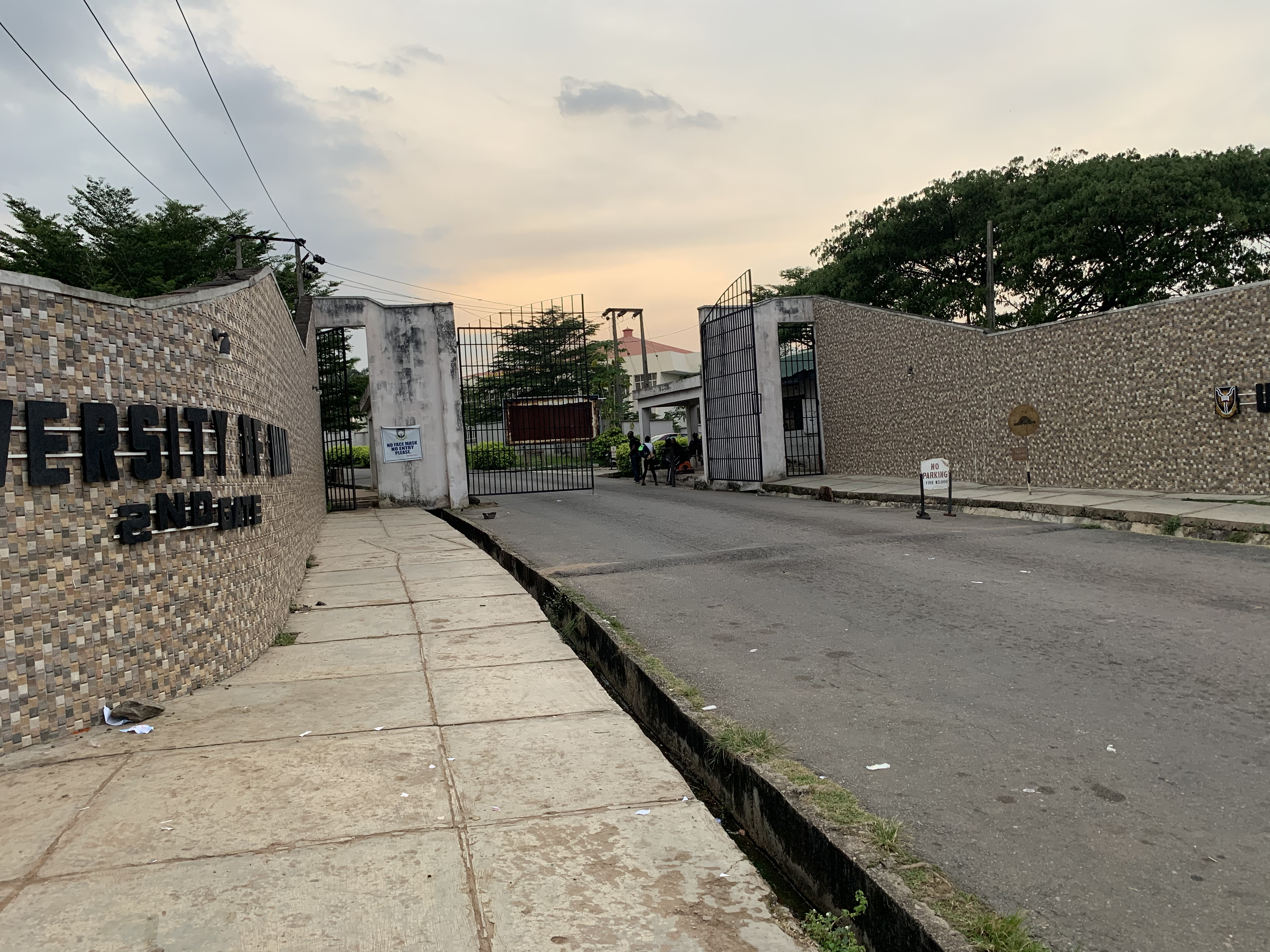
البوابة الثانية لجامعة إبادان المرموقة 2
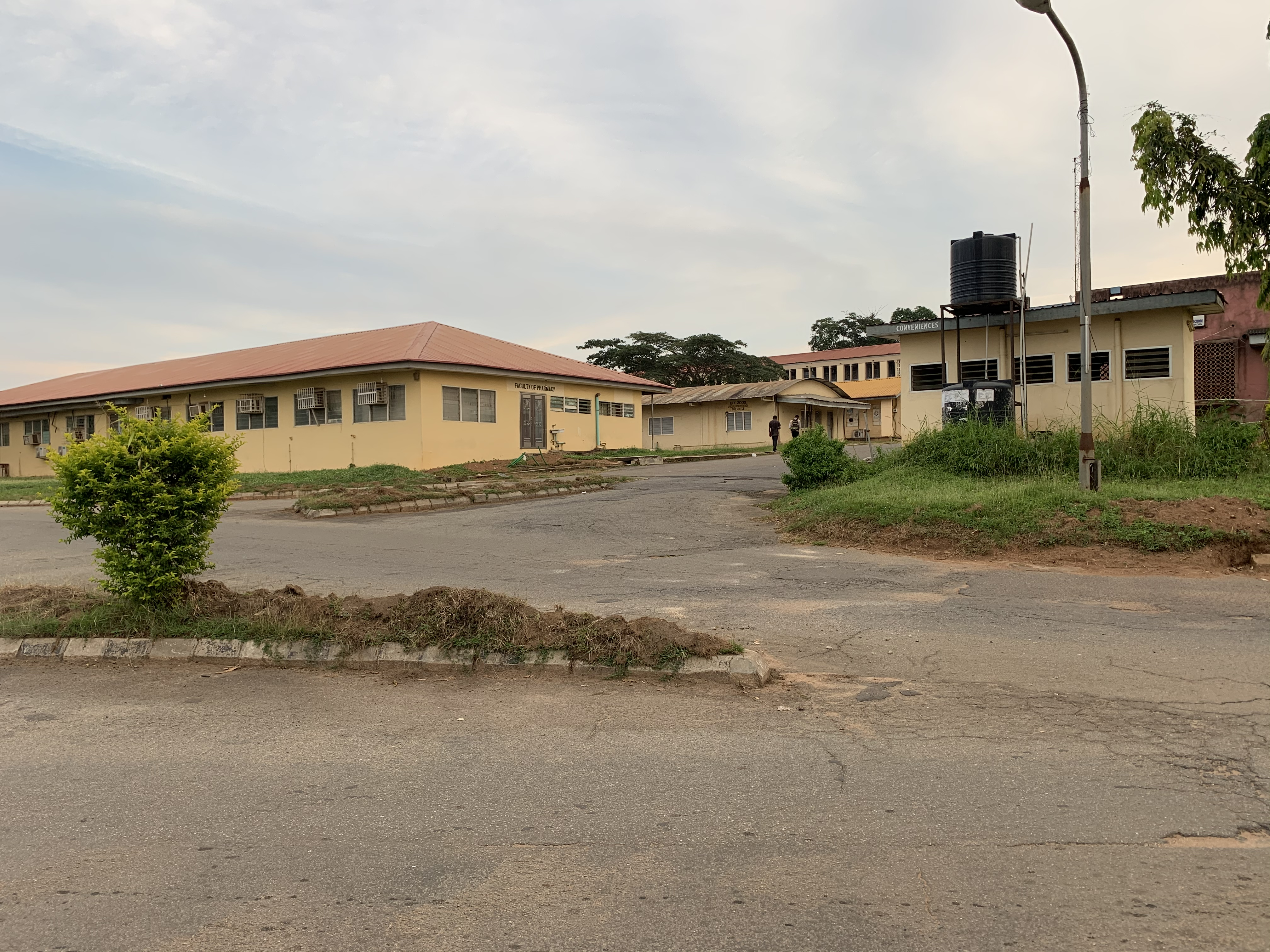
كلية الصيدلة جامعة إبادان
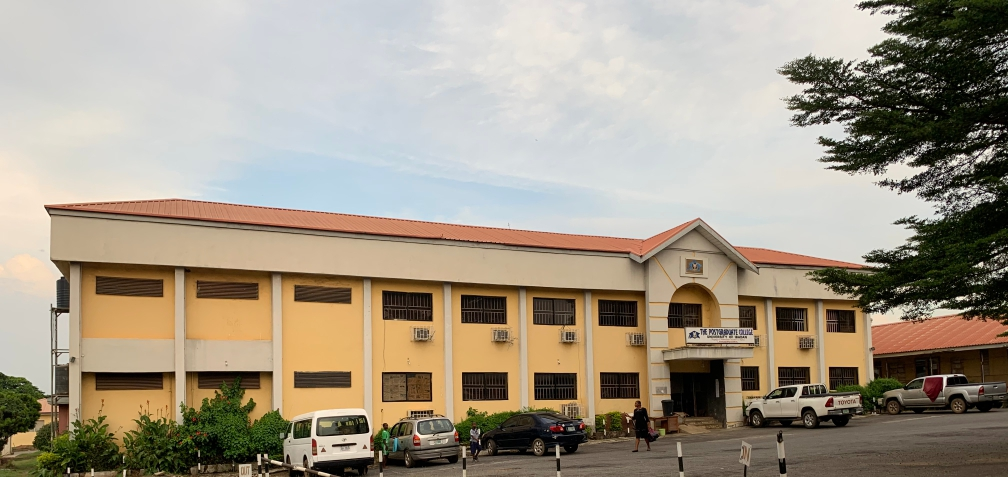
المبنى الإداري للدراسات العليا بجامعة إبادان
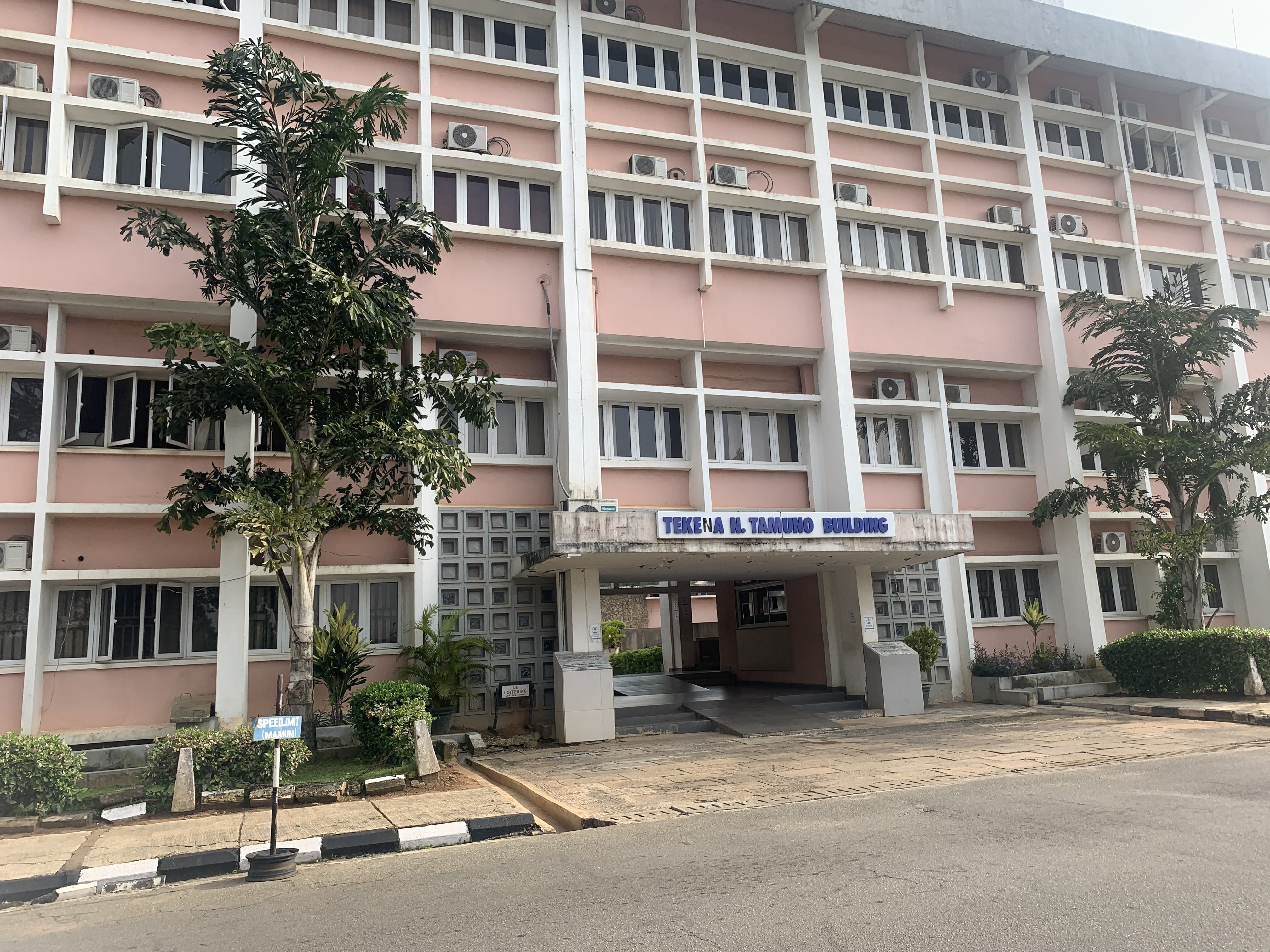
مبنى تيكينا تامونو ، واجهة المستخدم
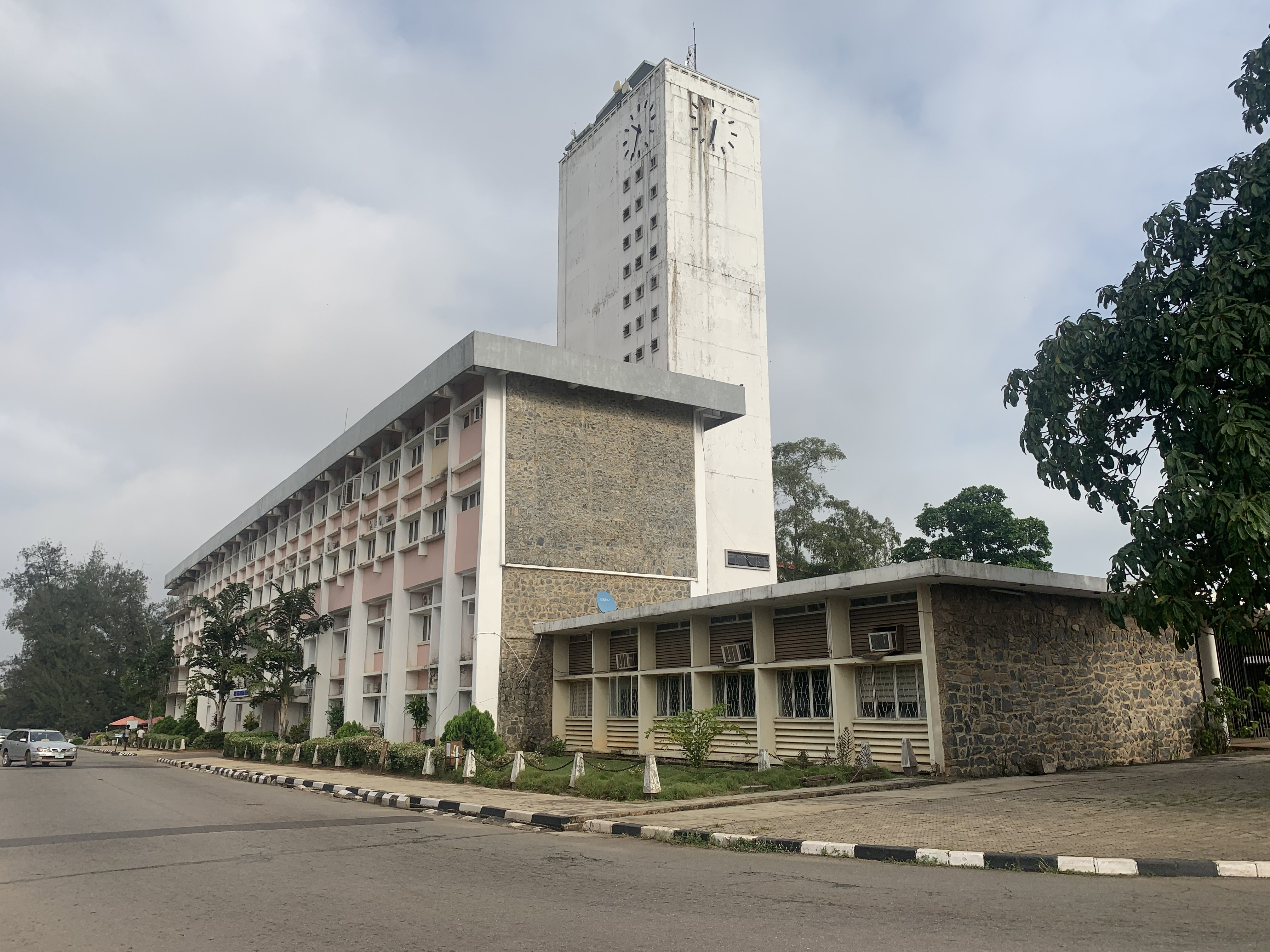
جامعة إبادان (مكتب VC)
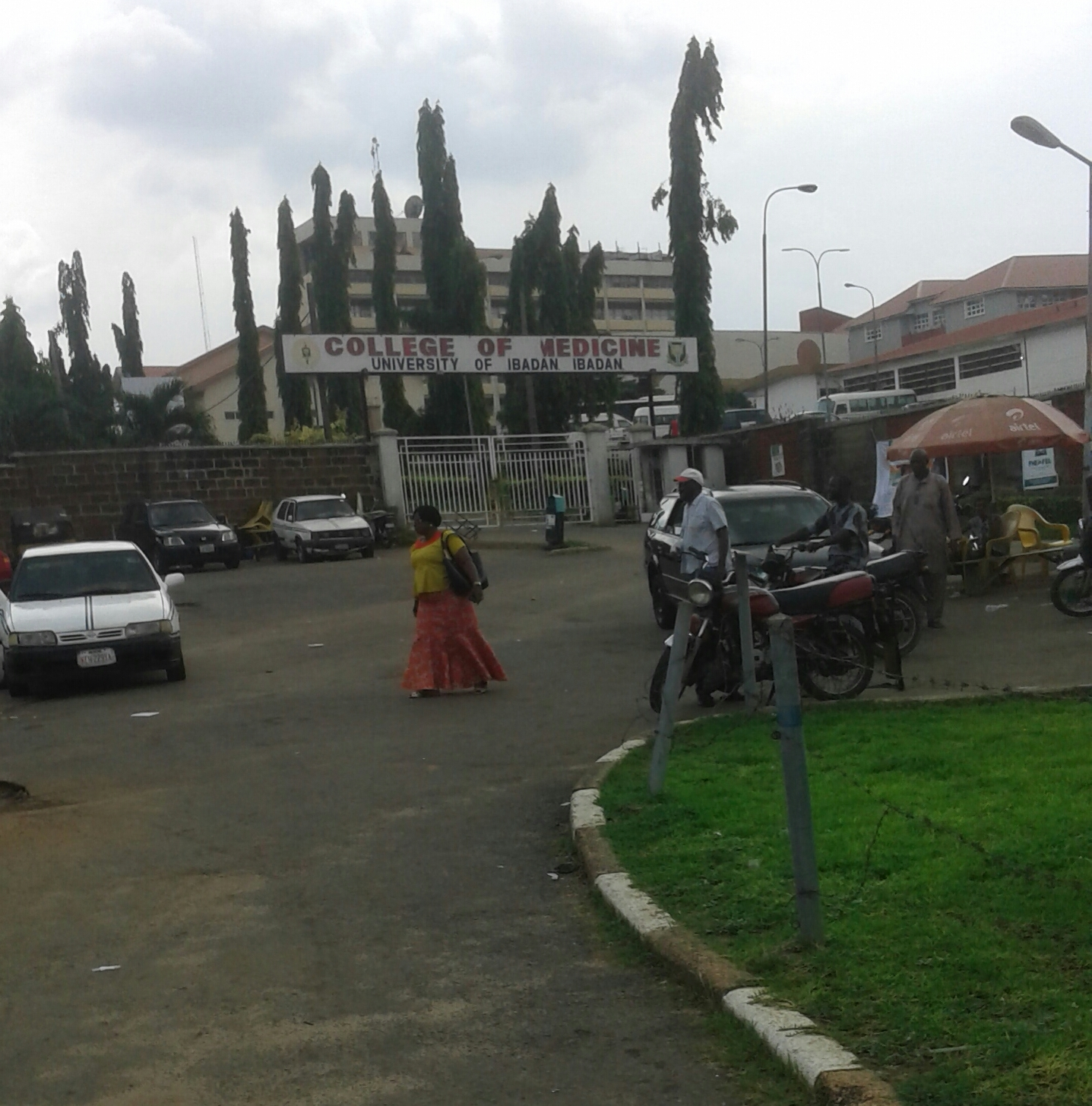
كلية الطب بجامعة إبادان
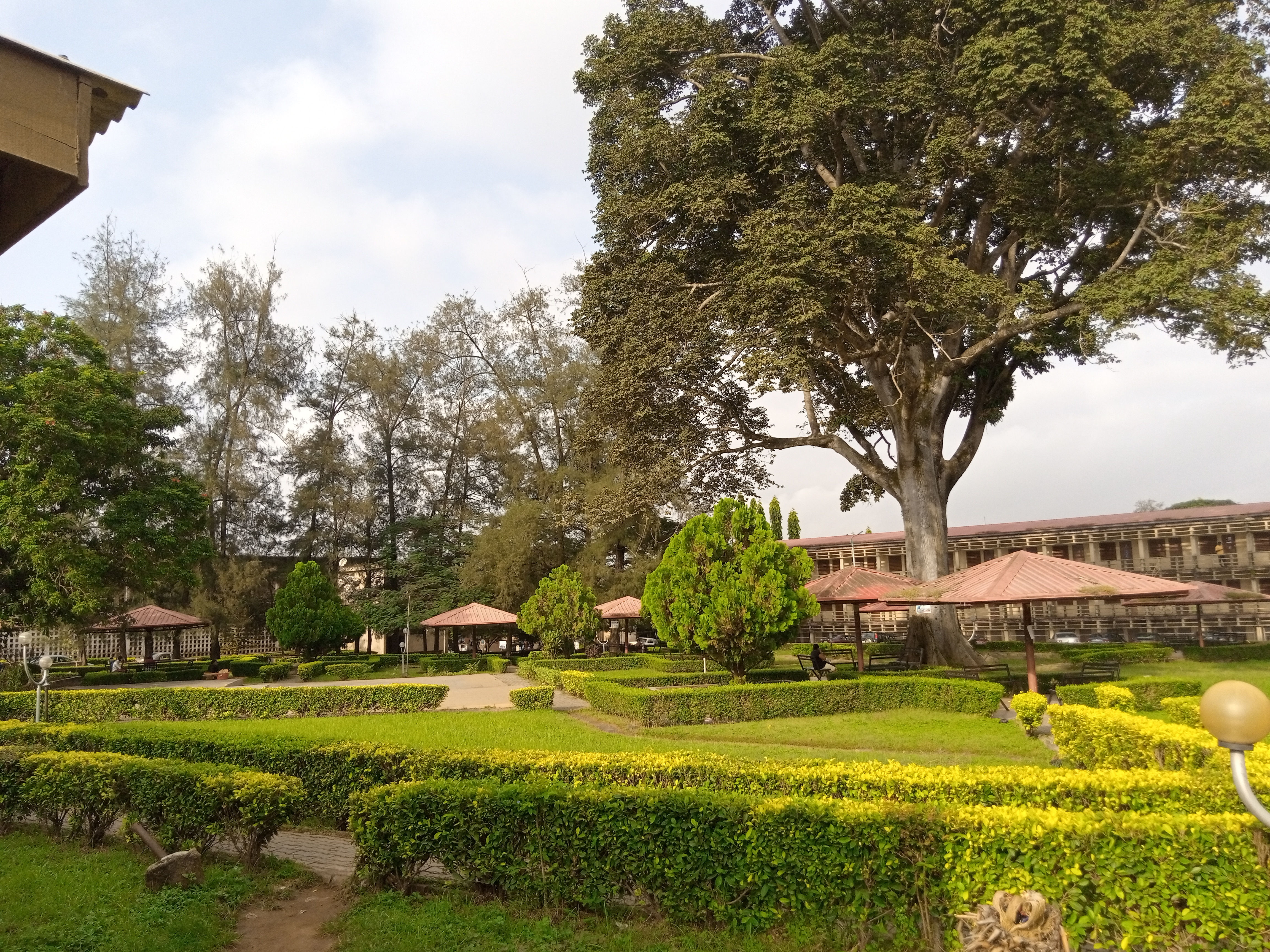
حديقة الحب ، جامعة إبادان
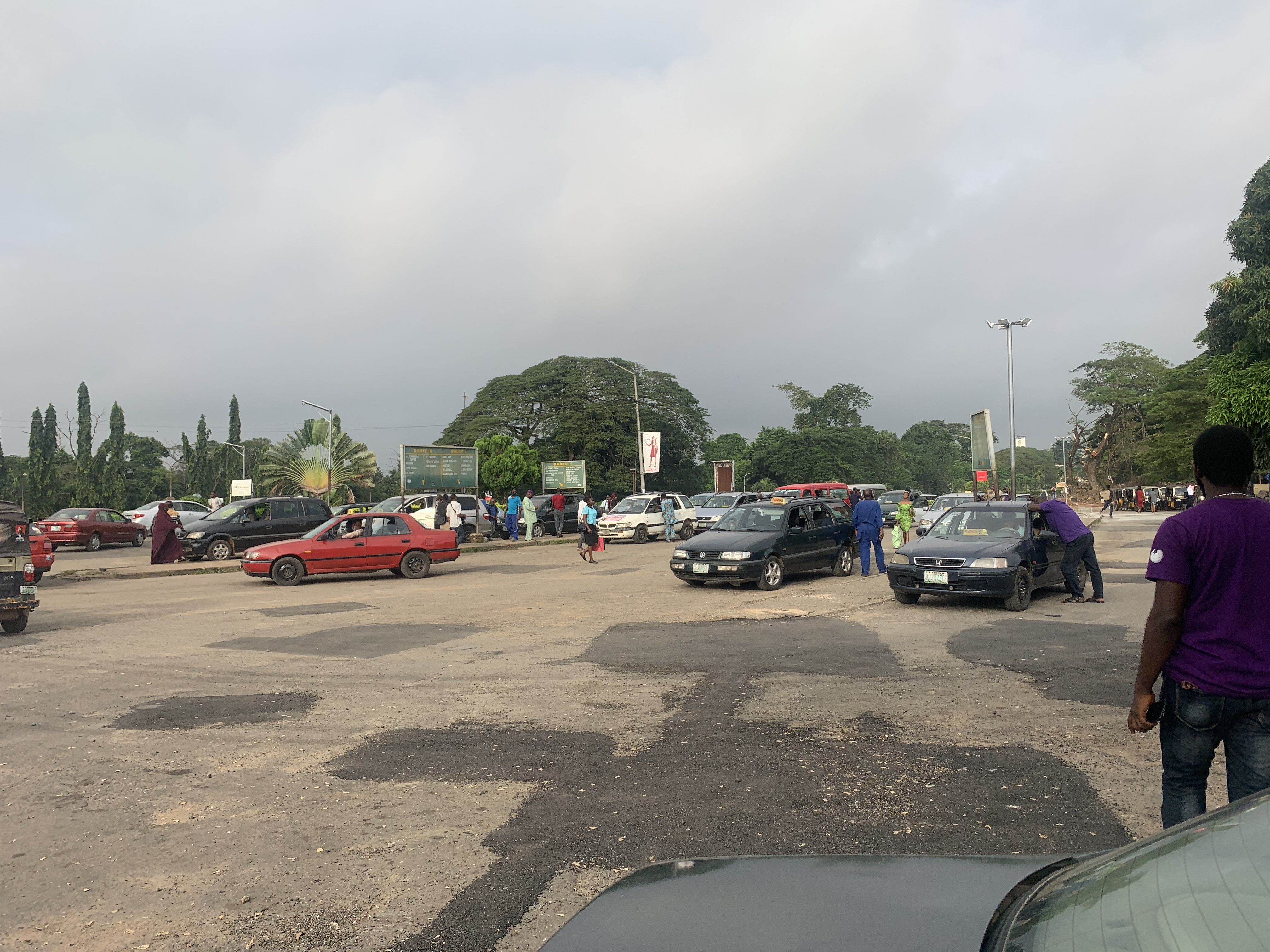
جامعة إبادان
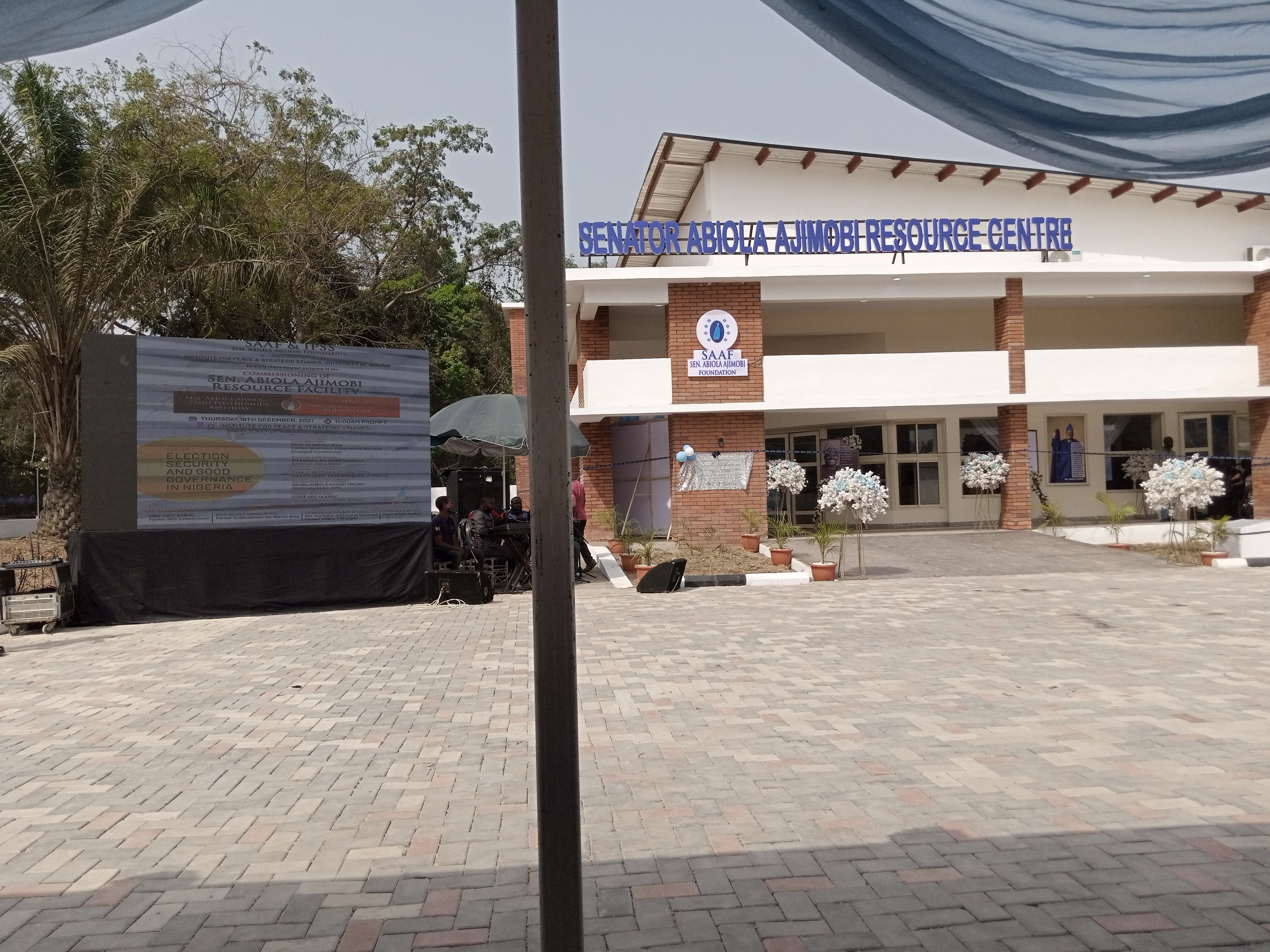
مركز موارد مؤسسة السناتور أبيولا أجيموبي
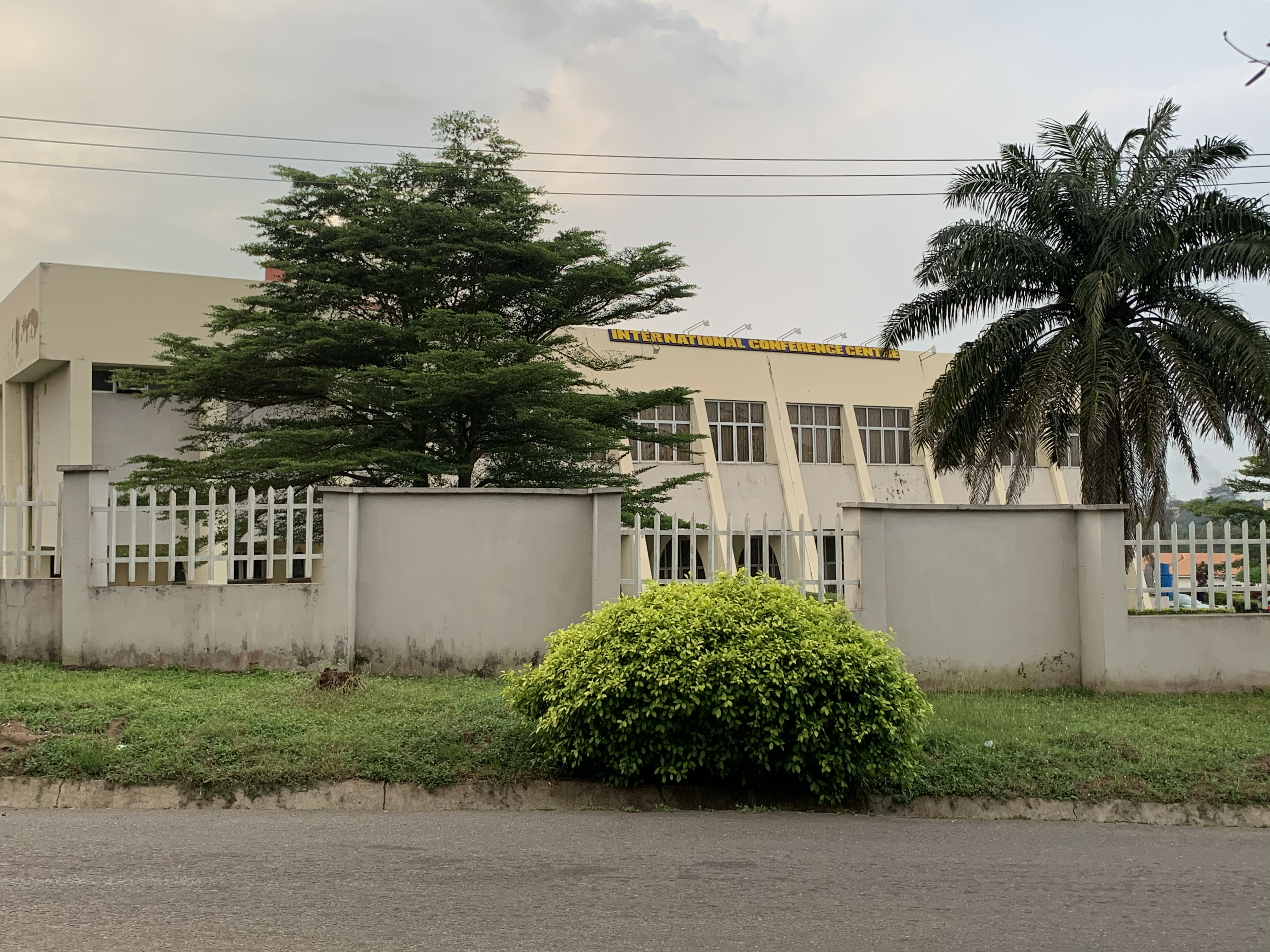
مركز المؤتمرات الدولي بجامعة إبادان